# Antônio Dumas
Antônio Dumas Ramalho Esteves (ur. 28 listopada 1955 w Santo André, zm. 30 grudnia 2019) – piłkarz brazylijski, a następnie trener piłkarski.

## Kariera piłkarska
Jako piłkarz Dumas występował w takich klubach jak: EC Bahia, Leônico, Santos FC oraz portugalskie SC Olhanense i GD Chaves.

## Kariera trenerska
W swojej karierze trenerskiej Dumas prowadził takie zespoły jak: Lagartense, Estanciano, Maruinense, Guarany, Itabaiana, Olímpico, Vasco, Frei Paulo, Itabi, ponownie Lagartense, Alagoinhas, Colo-Colo, Gloriense, ponownie Estanciano, ponownie Olímpico i Socorrense. Był też selekcjonerem reprezentacji Gabonu (prowadził ją w Pucharze Narodów Afryki 2000), Wysp Świętego Tomasza i Książęca, Togo i Gwinei Równikowej.